# Pnigalio rotundiventris
Pnigalio rotundiventris är en stekelart som först beskrevs av Erdös 1954.  Pnigalio rotundiventris ingår i släktet Pnigalio, och familjen finglanssteklar. Arten är reproducerande i Sverige.